# SWEET HEART MEMORY
「SWEET HEART MEMORY」（スウィート・ハート・メモリー）はSHAZNAのメジャー4枚目のシングル。1998年1月7日にRCAアリオラジャパンから発売された。

## 概要
表題曲は、テレビ朝日系バラエティ番組『トゥナイト2』のエンディングテーマとして使用された。
プラネットシングルチャートでは週間1位を獲得。プラネットでは「Melty Love」「White Silent Night」に続いて自身3曲目の週間1位である。

## 収録曲
- 全曲、作詞：IZAM　全作曲:A・O・I　全編曲:山口一久・佐藤宣彦・SHAZNA

1. SWEET HEART MEMORY [4:49]
2. VOICE [6:20]
インディーズ時代からの楽曲だが、歌詞がインディーズ時代から大幅に変更されている。
3. SWEET HEART MEMORY（Non Vocal Version）
4. VOICE （Non Vocal Version）

## 収録アルバム
| 曲名               | 収録アルバム                    | 発売日        | 備考                  |
| ------------------ | ------------------------------- | ------------- | --------------------- |
| SWEET HEART MEMORY | 『GOLD SUN AND SILVER MOON』    | 1998年1月22日 | 5thオリジナルアルバム |
| SWEET HEART MEMORY | 『BEST ALBUM 1993 2000 OLDIES』 | 2000年1月1日  | 1stベストアルバム     |
| SWEET HEART MEMORY | 『SHAZNA SINGLE BEST』          | 2007年9月5日  | 2ndベストアルバム     |